# 墨西哥盾蛭
墨西哥盾蛭（学名：Placobdella mexicana）为舌蛭科盾蛭属的动物。其种加词“mexicana”意为“墨西哥的”。分布于墨西哥以及中国大陆的西藏等地，营寄生生活，寄生于副裂腹鱼的体上。其生存的海拔上限为3000米。该物种的模式产地在墨西哥。